# Dorcadion olympicola
Dorcadion olympicola är en skalbaggsart som beskrevs av Heyrovský 1941. Dorcadion olympicola ingår i släktet Dorcadion och familjen långhorningar. Inga underarter finns listade i Catalogue of Life.